# Vegasim
Vegasim è un simulatore real time del razzo vettore Vega.
Viene utilizzato nei test HIL (Hardware in the loop) per la qualifica dell'avionica di bordo di Vega. Il software serve a simulare una serie di condizioni cui sottoporre i sistemi di bordo durante i test a terra per verificarne il comportamento e la funzionalità.
Dal punto di vista tecnico la funzione principale di Vegasim è quella di chiudere il loop di calcolo con l'OBC (il computer di volo), consentendo all'OBC di eseguire gli stessi calcoli di una missione tipica di volo anche in assenza parziale o completa delle altre apparecchiature avioniche.
L'unica componente non simulata dal software è il computer di volo stesso, ogni altro apparato non presente nell'equipaggiamento testato può essere replicato in fase di simulazione.
Il software può inserire nello scenario anche elementi di disturbo quali condizioni di volo degradate, condizioni di errore e guasti agli equipaggiamenti simulati.
Vegasim è stato sviluppato dalla società ELV, primo contractor del vettore Vega sotto la supervisione dell'ESA.
Il simulatore include al proprio interno il modello 6dof, ossia a sei gradi di libertà spaziale, del vettore Vega e i modelli matematici delle principali apparecchiature avioniche presenti nel ciclo di controllo.
Il modello matematico è basato su Vegamath, un modulo anch'esso sviluppato interamente nel corso del progetto Vega per testare in ambiente non real-time (denominato SIL, software in the loop) i prototipi degli algoritmi di GNC (Guida Navigazione e Controllo) sviluppati in ADA per il computer di bordo.
Infine, sin da marzo del 1994, una componente software secondaria, sviluppata da fornitore esterno, veniva inclusa nel loop hardware: il software di visualizzazione 3D real-time interattivo attualmente denominato VisProject2.